# 协和医院住宅群
协和医院住宅群，位于北京市东城区外交部街59号、北极阁三条26号，是协和医院的住宅区，北京市文物保护单位。

## 外交部街59号
该住宅区位于外交部街北侧，西临东单北大街，坐北朝南，约建于1920年左右，是原协和医院高级住宅区。现仍为该医院宿舍。该住宅区建筑虽已局部改建修缮，但原院落格局与建筑风貌基本保存。
该住宅区主要由两层半的美国近代折衷式独立住宅组成，院落东西长约140米，南北长约127米。中轴线南端是入口门房。中轴线北端是两层半连排式住宅，与中轴线对称处是一拱形穿过式门洞，这和中轴线南端入口门房的拱形门洞呼应。院落南区由围绕中轴线对称的三组独立式住宅组成，每组住宅的形状和中轴线大体对称，但又有变化。南区中轴线中部是一圆形环路与花坛。北区的住宅布局灵活，不求对称。此院东侧有一栋和此院建筑风格不同的西洋式建筑，建造年代比院内其他建筑早。
独立式住宅的建筑平面布局灵活，都是矩形平面组合，每幢建筑面积约600平方米。首层地坪比室外高出约60厘米，地上两层，地下一层。住宅内部设客厅、餐厅、厨房、卧室、卫生间等，以及多处小储藏室等辅助用房。厨房和卫生间较大，厨房内可放餐桌。卫生间内有洗浴设施。设一部楼梯，楼梯直接和门厅或者过厅连接，房间多围绕楼梯或者过厅布置。首层入口处通常结合单层坡顶的拱形门廊处理。

## 北极阁三条26号
建于1920年代。由美国洛克菲勒财团出资，与协和医院同期建成，作为协和医院的高级住宅区。该住宅区原由十多幢美国折衷主义建筑组成，既有连排住宅，也有独立式住宅；既有古堡式尖顶，也有乡村别墅式坡顶。1990年代中期，拆除了南端四幢独立式住宅，今仍存六幢，保存较好。